# Pandak (Baturraden)
Pandak is een plaats en bestuurslaag (kelurahan) in het onderdistrict (kecamatan) Baturraden in het regentschap Banyumas van de provincie Midden-Java, Indonesië. Pandak telt 2.319 inwoners (volkstelling 2010).